# Revolució sudanesa de 2019
El 19 de desembre de 2018, van esclatar una sèrie de manifestacions a diverses ciutats sudaneses, en part a causa de l'augment del cost de vida i del deteriorament de les condicions econòmiques a tots els nivells de la societat. Les protestes van esdevenir ràpidament protestes que no només exigien reformes econòmiques urgents si no que, a més a més, demanaven la caiguda del president Omar al-Bashir.
La reacció violenta del govern a les manifestacions pacífiques van causar gran commoció internacional. El 22 de febrer, al-Bashir va declarar l'estat d'emergència i va dissoldre els governs nacional i regionals, reemplaçant l'últim per un militar i agents del servei intel·ligència. El 8 de març, al-Bashir va anunciar que totes les dones empresonades per protestar contra el govern serien alliberades. Durant el cap de setmana del 6–7 April, hi va haver protestes massives per primer cop des del declaration de l'estat d'emergència. Davant l'onada de repressió, el 10 d'abril, militars van protegir els manifestants a la capital de la repressió de les forces de seguretat. L'endemà, l'exèrcit va deposar al-Bashir mitjançant un cop d'estat.
Des que Al-Bashir va ser destituït, les manifestacions van continuar organitzades per l'Associació de Professionals sudanesos i per grups opositors democràtics exigint al Consell militar de transició que de abandonessin el poder a favor d'un Consell civil de transició, així com d'altres reformes.

## Antecedents
Al-Bashir governava el país des de 1989, any en què va liderar un cop d'estat contra el primer ministre electe, però cada cop més impopular, Sadiq al-Mahdi. La Cort Penal Internacional (CPI) va acusar Al-Bashir de crims de guerra i crims contra la humanitat a la regió occidental de Darfur.
Des que el règim de Bashir va aconseguir el control del país el 1989 i de les polítiques de caràcter islamista que havia dut a terme, l'oposició va contundent a la part que represaliada. Múltiples intents de cop d'estat fallits per fer-lo fora del poder, protestes i vagues havien estat tractats amb molta duresa, i membres clau de l'oposició com Sadiq al-Mahdi, Amin Mekki Medani o Farouk Abu Issa van ser arrestats i expulsats del país. El gener de 2018, van començar grans protestes als carrers de Khartum, la capital del Sudan, en oposició a l'augment dels preus dels productes bàsics, inclòs el pa. Les protestes es van estendre ràpidament i van trobar el suport de diferents partits de l'oposició. Els moviments de joves i dones també es van sumar a les protestes.
El govern sudanès va devaluar la moneda i va eliminar els subsidis al blat i l'electricitat. L'economia del Sudan havia millorat des de l'ascens al poder d'Omar al-Bashir, però després de la independència del Sudan del Sud, que era un gran exportador de petroli, va empitjorar notablement. La devaluació de la lliura sudanesa l'octubre de 2018 va provocar una fluctuació dels tipus de canvi i una escassetat d'efectiu en circulació. Les llargues cues per a béns bàsics com la gasolina, el pa, així com per treure diners en efectiu dels caixers automàtics eren habituals. Tanmateix, la inflació rondava el 70%.
L'agost de 2018, el partit del Congrés Nacional va donar suport a la candidatura presidencial d'Omar Al-Bashir el 2020, malgrat la seva creixent impopularitat i la seva negativa a tornar-se a presentar a les eleccions. Aquesta decisió va crear grans discrepàncies dins el partit de govern i els carrers i les xarxes socials van començar a organitzar-se contra el seu nomenament.

## Cronologia

### Desembre de 2018
Les protestes més massives van començar el 19 de desembre del 2018 en resposta a l'augment del preu del pa a Atbara, que es va multiplicar per tres en un dia, i després es van estendre ràpidament a Port Sudan, Dongola i la capital, Khartum. Els manifestants van incendiar la seu del partit nacional a Atbara i Dongola. Les autoritats van utilitzar gas lacrimogen, bales de goma i foc real per dispersar els manifestants, causant desenes de morts i lesionats. L'exprimer ministre, Sadiq al-Mahdi, va tornar al país el mateix dia.
El 21 de desembre, els principals proveïdors de serveis del país van bloquejar l'accés a les xarxes socials i la missatgeria instantània, i l'observatori d'Internet NetBlocks i voluntaris sudanesos van recollir proves de la instal·lació d'un extens programa de censura d'Internet. Es van declarar tocs de queda a tot el Sudan, amb escoles i universitats tancades a tot el país.

### Gener de 2019
Pel 7 de gener de 2019, més de 800 manifestants antigovernamentals van ser arrestats i 19 persones, inclosos funcionaris de seguretat, van ser assassinades durant les protestes. El 9 de gener, milers de manifestants es van reunir a la ciutat d'El-Gadarif, al sud-est del país.
Les protestes organitzades per les Associacions de Professionals Sudaneses van fer que un metge rebés un tret el 17 de gener i les denúncies que els hospitals estaven sent atacats per les forces de seguretat.

### Febrer de 2019
La cobertura dels mitjans de les protestes estava estrictament controlada per les forces de seguretat. Al Tayyar va començar a imprimir pàgines en blanc per mostrar la quantitat de còpies censurades pel govern. Altres mitjans de comunicació van veure com el govern confiscava tota la seva tirada. El servei de seguretat (NISS) va a atacar les oficines d'Al-Jarida, forçant a tancar la distribució impresa del diari. Segons The Listening Post, els càmeres estrangers àrabs va ser perseguits molt durament per les forces de seguretat.
Una "font militar d'alt rang" va dir a Middle East Eye que Salah Gosh, cap d'intel·ligència sudanès, tenia el suport dels Unió dels Emirats Àrabs, Aràbia Saudita i Egipte per reemplaçar al-Bashir com a president, citant les seves converses privades amb Yossi Cohen.
El 22 de febrer, Baixir va declarar l'estat d'emergència nacional, el primer en vint anys, i "va dissoldre els governs centrals i regionals". L'endemà va designar el seu successor elegit, Mohammad Tahir Ayala, com a Primer Ministre i excap d'intel·ligència i actual Ministre de Defensa, Awad Mohammad Ahmed Ibn Auf, com a primer vicepresident. El seu cap d'intel·ligència també va anunciar que no buscaria la reelecció el 2020 i dimitiria del càrrec de Partit del Congrés Nacional. Ahmed Haroun, també acusat per la CPI de crims de guerra, va reemplaçar Al-Bashir com a líder del partit del Congrés Nacional. Funcionaris dels serveis militars i d'intel·ligència van ser posats a càrrec dels governs provincials després de la dissolució.
Les forces de seguretat van irrompre a les universitats de Khartum i Ombdurman, el 24 de febrer, per tal de detenir i apallissar diversos estudiants. Al-Bashir va decretar noves sentències de fins a 10 anys de presó i tribunals d'emergència el mateix dia.

### Març de 2019
El 7 de març, es van organitzar concentracions per honrar les dones pel seu paper principal durant les protestes. "Vostès dones, siguin fortes" i "Aquesta revolució és una revolució de dones" es van cantar consignes en diverses protestes. El 8 de març, Omar al-Bashir va ordenar que totes les dones que havien estat arrestades per participar en manifestacions antigovernamentals fossin alliberades. Els manifestants van nomenar un parc del barri de Khartum (a Burri) per una d'aquelles dones, que havia estat condemnada a 20 fuetades i un mes de presó per un tribunal d'emergència, finalment alliberades en l'apel·lació. La sentència de flagel·lació, introduïda per primera vegada durant la colonització britànica el 1925, tenia com a objectiu atemorir les dones sudaneses de l'activisme polític. Segons l'Aliança d'Advocats Demòcrates, almenys 870 persones havien estat jutjades als nous tribunals d'emergència.

### Abril de 2019
El 6 d'abril, dies després que Abdul-Aziz Buteflika es veiés obligat a dimitir per apaivagar els manifestants algerians, l'Associació de Professionals Sudanesos va convocar una marxa a la seu de les forces armades. Més d'un milió de persones van respondre les crides de mobilitzacions. Segons un manifestant, van aparèixer divisions entre les forces de seguretat amb la intenció d'atacar els manifestants i els militars que s'havien posicionat al costat dels manifestants. El matí del 8 d'abril, l'exèrcit i la força de reacció ràpida dels serveis secrets es van enfrontar a la caserna general de les forces armades a Khartum.
El 7 d'abril, el Sudan va patir una apagada total, tot just unes hores després d'un nou bloqueig de les xarxes socials. El 8 d'abril, l'Associació de Professionals Sudanesos va emetre un comunicat de premsa que demanava "la formació d'un consell compost per les forces de seguretat i les forces revolucionàries col·laboradores, encarregat de la vinculació amb les forces regulars de l'estat, així com amb actors locals i internacionals"per "finalitzar el procés de transició política i el lliurament del poder a un govern civil de transició que gaudís del suport popular".
Segons el ministre de l'interior, hi va haver sis morts, 57 ferits i 2.500 detencions a Khartum durant el cap de setmana. També el 8 d'abril, un vídeo d'una jove anomenada Alaa Salah dirigint un cant musical de protesta a una multitud que estava aturada sobre un automòbil va començar a circular a WhatsApp. Ràpidament, la imatge es va tornar viral i Salah es va convertir en un símbol de les protestes al país. També va cridar l'atenció el lideratge de les dones en les protestes.
L'11 d'abril, Baixir va ser destituït de la presidència i posat sota arrest domiciliari pels militars. La Unió Europea i els Estats Units van demanar una reunió del Consell de Seguretat de l'ONU.

### Maig de 2019: Vaga General
El dia 28 de maig de 2019, l'Aliança per la Llibertat i el Canvi va convocar una vaga general de dos dies per a forçar al Consell Militar Transitori, que governava el país des del Cop d'estat, que derroqués del poder a Omar al-Bashir i transferís el poder a la societat civil. Mentrestant, l'home fort d'aquesta junta, el general Abdel Fattah Abdelrahman Burhan, va intensificar els seus contactes amb el món àrab per a garantir-se el seu suport. En els últims dies va visitar Egipte i els Emirats Àrabs Units, que li van expressar el seu suport, així com l'Aràbia Saudita. La vaga va afectar els serveis bancaris, mèdics i el transport.

### Juny de 2019: Protestes i repressió
El Consell Militar Transitori va anunciar eleccions en un període de 9 mesos després de la matança de 35 manifestants al capdavant de la seu del Ministeri de Defensa a Khartum i la ruptura d'acords amb sectors de l'oposició sobre la transició.
Almenys 101 persones van ser assassinades en les protestes a Sudan des del dia 3 de juny de 2019 quan, per ordre del Consell Militar, va començar la dispersió per la força dels manifestants concentrats en el Ministeri de Defensa.
Nacions Unides va ordenar l'evacuació de part del seu personal per l'augment de les protestes i la repressió iniciada el 3 de juny. Tanmateix, la Unió Africana (UA) va suspendre a Sudan com a país membre “amb efecte immediat” i fins que s'establís “una autoritat de transició liderada per civils”. El Consell de Pau i Seguretat de l'organisme panafricà va informar a través del seu compte de Twitter que aquest país no podria participar en cap activitat de la UA i que aquesta mesura “és l'única manera de permetre a Sudan sortir de la crisi actual”.2
El primer ministre d'Etiòpia, Abiy Ahmed, va arribar a Khartum, com a mediador entre els militars en el poder i els líders del moviment de protesta després de la brutal repressió de manifestants. Tres líders de l'oposició de Sudan, però, van ser arrestats hores després de reunir-se amb el primer ministre d'Etiòpia, Abiy Ahmed, la qual cosa suposa un revés a l'intent de mediació que el mandatari va iniciar amb la seva visita a Khartum el dia 7 de juny.
L'oposició sudanesa va convocar el dia 30 de juny de 2019 a desenes de milers de persones en una mobilització a Khartum que acabaria al palau presidencial, després que la policia usés gasos lacrimògens contra la multitud. Les protestes es van estendre a diverses ciutats, mentre que en l'exterior es reforcen les peticions de prudència per a evitar una nova massacre com la de l'inici del mes. La manifestació va ser la més multitudinària des de la del 3 de juny, amb un balanç de desenes de morts.

## Conseqüències
Durant l'octubre de 2021 es van intensificar les tensions entre els representants de la societat civil i els representants de l'exèrcit dins del govern de transició. El dia 25, l'exèrcit va arrestar el primer ministre Abdallah Hamdok i la majoria dels ministres i membres civils del Consell Sobirà del Sudan. El general Burhan va donar un cop d'estat.